# Arbeitswagen
Arbeitswagen, auch Dienstwagen oder Revisionswagen genannt, sind spezielle Eisenbahn- oder Straßenbahnfahrzeuge, die nicht dem Personen- oder Güterverkehr dienen, sondern für Wartung und Reparaturen vorgehalten werden. Einsatzbereiche sind typischerweise der Unterhalt der Bahnanlagen, nicht zuletzt der Oberleitungen.

## Eisenbahn
Als Dienstwagen werden im Eisenbahnwesen Wagen für den nicht-öffentlichen Verkehr verstanden. Man unterteilt diese in Bahndienstwagen und Dienstgüterwagen. Bahndienstwagen dienen nicht dem Transport von Gütern, sondern einem spezifischen Verwendungszweck, wie beispielsweise Arztwagen, Eichwagen, Hilfsgerätewagen oder Werkstattwagen. Dienstgüterwagen sind hingegen Güterwagen die zum Transport von Dienstgütern, wie beispielsweise Gas für Beleuchtungszwecke, Wasser, Müll, Asche, Schlacke oder Schotter, vorgehalten werden. Letztere wurden insbesondere früher auch als Arbeitswagen bezeichnet.
Als Dienstwagen finden häufig solche Wagen Verwendung, die wegen ihres Alters und ihrer Bauart für den regulären Verkehr nicht mehr benutzbar oder zugelassen sind. Teilweise werden sie für bestimmte Arbeiten umgerüstet. Heute werden Dienstwagen häufig für einen bestimmten Zweck (Transport von Schotter oder Baumaschinen) gebaut.
Sie verkehren in der Regel als spezieller Arbeitszug (Abkürzung: Arbz), häufig auch nur mit geringer Geschwindigkeit, und nur ausnahmsweise unter Beachtung besonderer Vorsichtsmaßregeln in Güterzügen. In Deutschland zählen Dienstwagen häufig zu den Nebenfahrzeugen.
Obwohl nicht zu den Dienstwagen im engeren Sinn zählend, werden oft aus dem Regeldienst ausgeschiedene Triebwagen noch als Streckenbereisungswagen bezeichnet. Diese dienen zur Inspektion der Bahnanlagen oder werden als Transportfahrzeug für Bauarbeiter eingesetzt, wie bei der Hamburger Hafenbahn museal gezeigt wird.

Zum Transport von Schotter eingesetzter Flachwagen
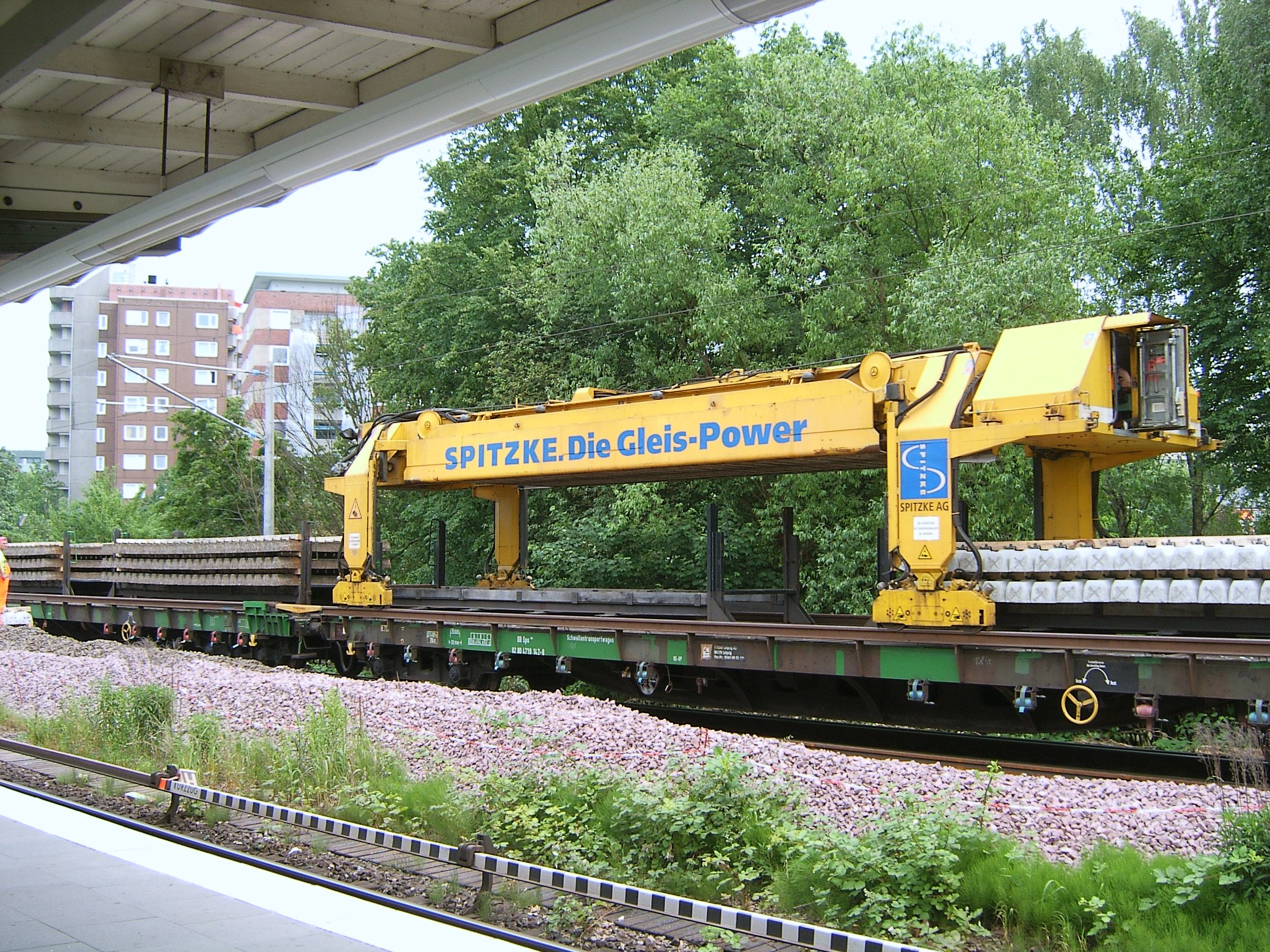
Schwellentransportwagen mit Portalkran einer Schnellumbaumaschine
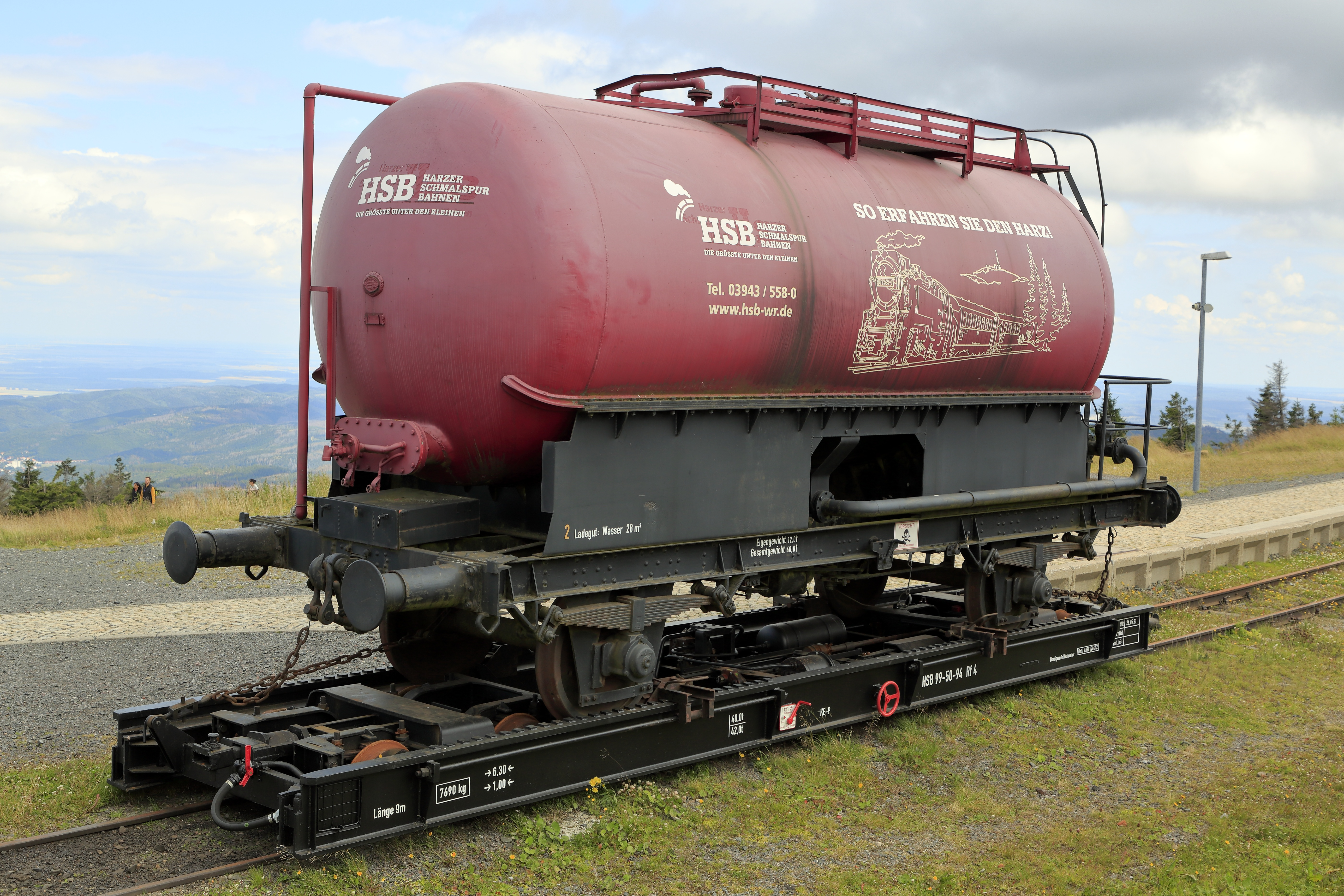
Wasserwagen am Bahnhof Brocken

## Straßenbahn und Oberleitungsbus
Während im deutschen Eisenbahnwesen die Arbeitswagen zu den Nebenfahrzeugen zählen, gehören die Arbeitswagen bei Straßenbahnen und Oberleitungsbussen (Obusse) zu den Regelfahrzeugen und müssen nach der Verordnung über den Bau und Betrieb der Straßenbahnen (BOStrab) betrieben werden.
Wie bei der Eisenbahn finden hier oftmals umgebaute Fahrzeuge Verwendung, die aufgrund ihres Alters oder bedingt durch ihre Bauart nicht mehr im regulären Verkehr eingesetzt werden können. 
Es gibt aber nicht nur Fahrzeuge, die für allgemeine Arbeitszwecke umgerüstet werden, sondern auch solche, die für spezielle Aufgaben gebaut werden, wie beispielsweise die Schleifwagen.
Viele Straßenbahn-Arbeitswagen besitzen (im Gegensatz zu denen der Eisenbahn) jedoch einen eigenen Antrieb, man spricht hier auch von Arbeitstriebwagen. Antriebslose Arbeitswagen werden auch als Arbeitsloren oder Arbeitsbeiwagen bezeichnet.
Typische Straßenbahn- und Obus-Arbeitswagen sind Salzwagen, Schleifwagen, Sprengwagen, Turmwagen, Enteisungsfahrzeuge und Fahrschulwagen.
- Arbeitstriebwagen der Straßenbahn Chemnitz
- Schienenschleifzug der Frankfurter Straßenbahn

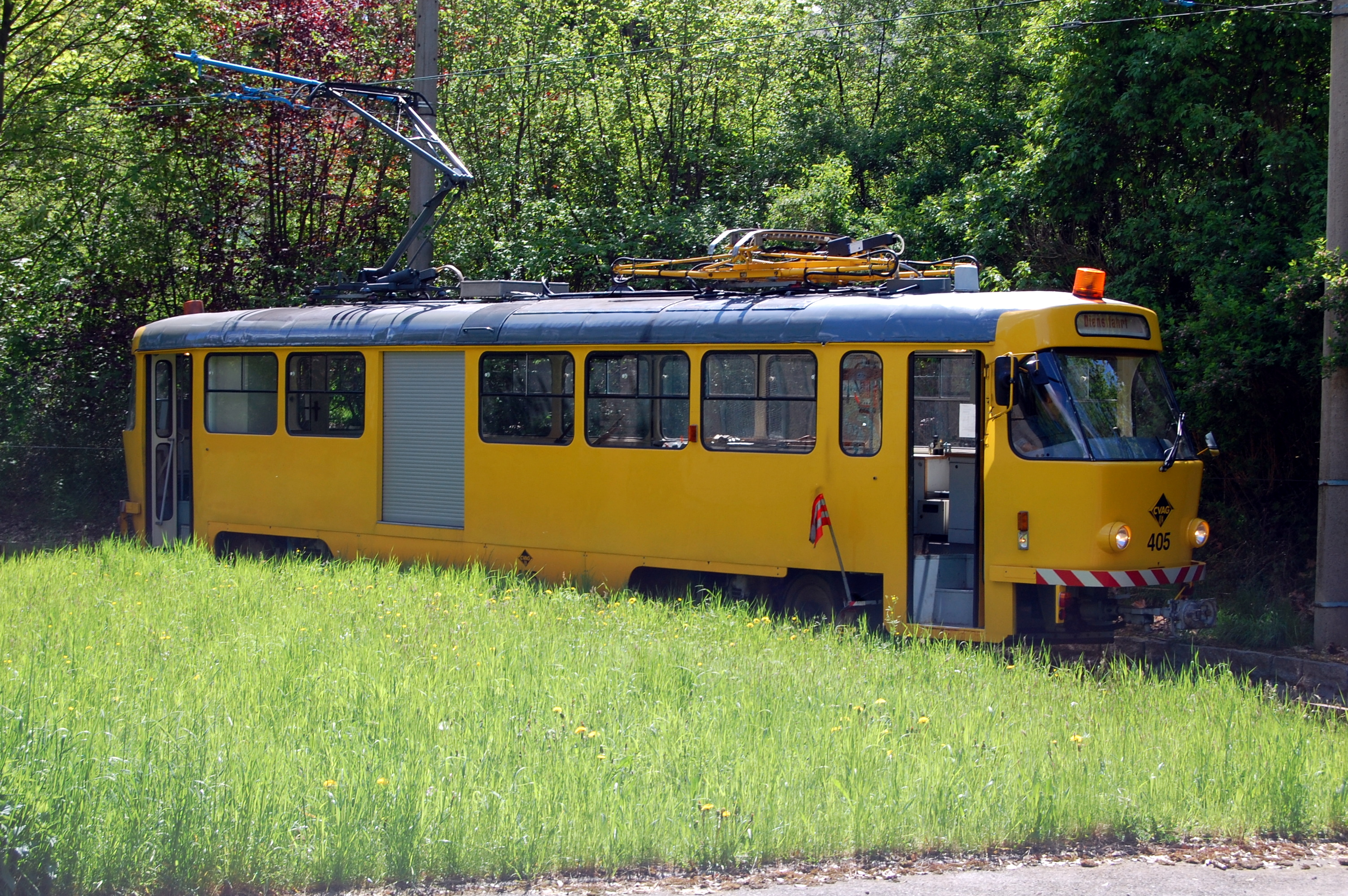
Arbeitstriebwagen der Straßenbahn Chemnitz
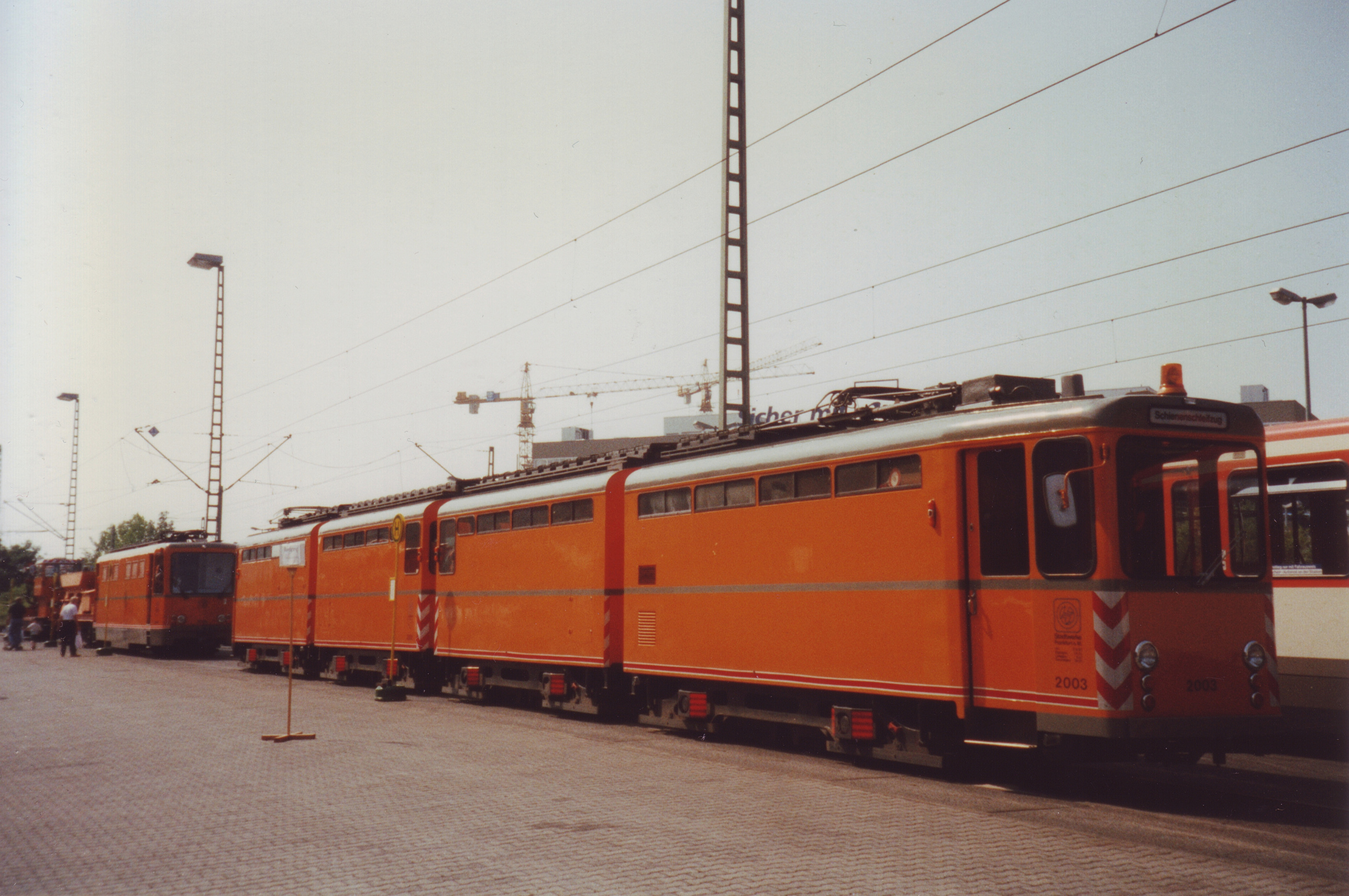
Schienenschleifzug der Frankfurter Straßenbahn
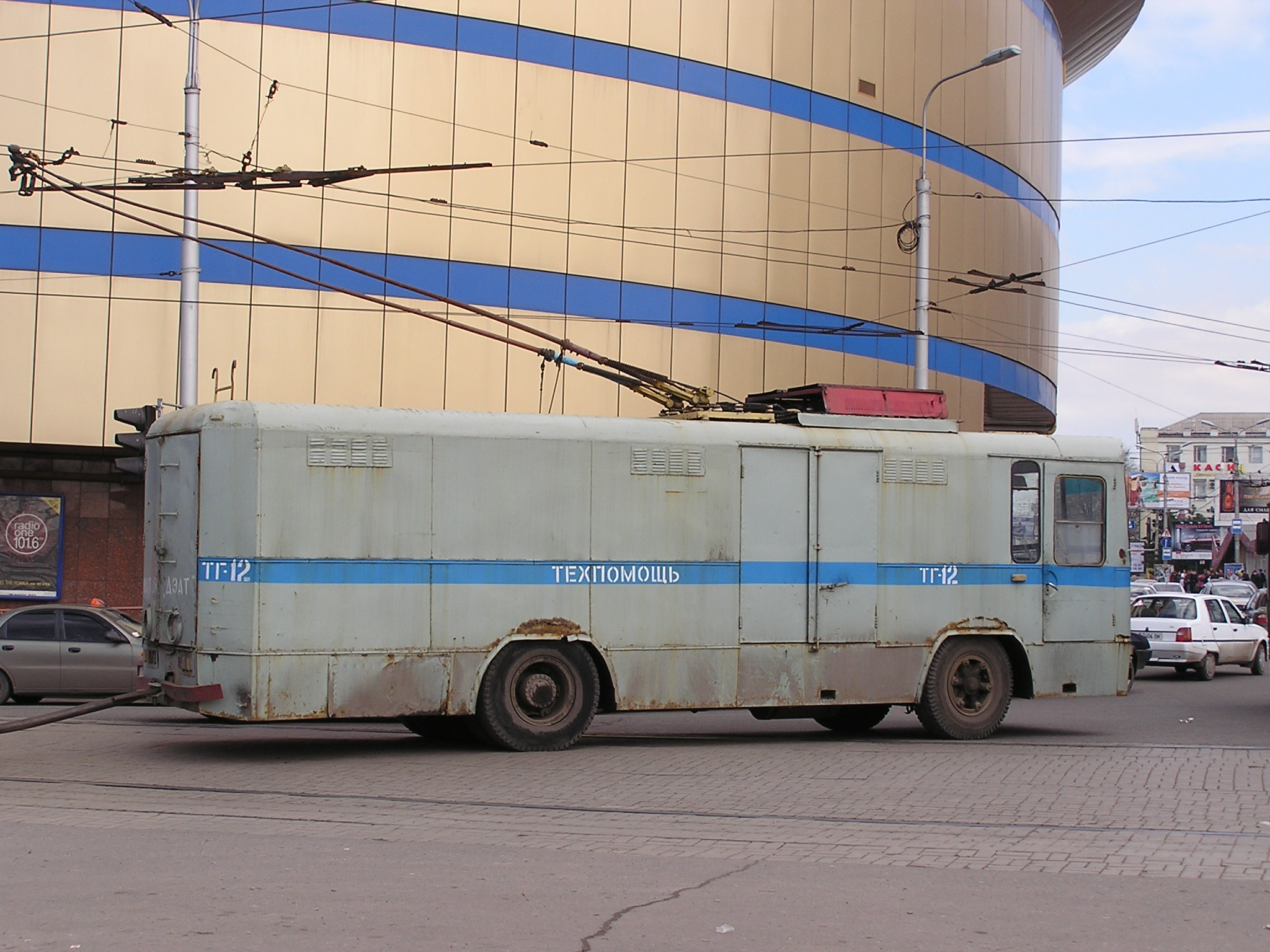
Ein Obus-Arbeitswagen des Typs KTG-1 im ukrainischen Donezk